# Cama de ar
Uma cama de ar, pista de ar ou trilha aérea é um dispositivo científico usado para estudar o movimento em ambientes de baixa fricção. Foi inventada em meados da década de 1960 no Instituto de Tecnologia da Califórnia pelo Prof Nehr e Leighton.
Seu nome vem de sua estrutura: o ar é bombeado através de uma trilha oca com furos finos ao longo de toda a pista, o que permite que carros em trilhos de ar especialmente montados para deslizarem relativamente sem fricção. Os trilhos de ar são geralmente triangulares na seção transversal. Carrinhos que têm uma base triangular e se encaixam perfeitamente no topo da pista são usados para estudar o movimento em ambientes de baixa fricção.  A pista de ar também é usada para estudar colisões, tanto elásticas quanto inelásticas. Como há muito pouca energia perdida através do atrito, é fácil demonstrar como o momento é conservado antes e depois de uma colisão. A pista pode ser usada para calcular a força da gravidade quando colocada em um ângulo.